# داوران اسپانیایی
داوران اسپانیایی یا قاضی‌های اسپانیایی (به انگلیسی: Spanish Judges) فیلمی محصول سال ۱۹۹۹ و به کارگردانی از اسکات است. در این فیلم بازیگرانی همچون متیو لیلارد، وینسنت دن آفریو، والریا گولینو، مارک بون جونیور، تامارا ملو، دیوید گلن آیزلی و اد اوراس ایفای نقش کرده‌اند.